# Wade Megan
Wade Megan (* 22. Juli 1990 in Canton, New York) ist ein ehemaliger US-amerikanischer Eishockeyspieler. Der Center bestritt 15 Partien für die St. Louis Blues und Detroit Red Wings in der National Hockey League, kam jedoch überwiegend in Minor Leagues zum Einsatz.

## Karriere
Megan besuchte zunächst bis 2009 die South Kent School und wurde von dort im NHL Entry Draft 2009 in der fünften Runde an 138. Stelle von den Florida Panthers aus der National Hockey League ausgewählt. Der Stürmer wechselte von der High School aber zunächst an die Boston University. Dort spielte er parallel zu seinem Studium in den folgenden vier Jahren für das Eishockeyteam der Universität in der Hockey East, einer Division im Spielbetrieb der National Collegiate Athletic Association. Insgesamt bestritt er in diesem Zeitraum 151 Spiele für Boston.
Nach Beendigung seines Studiums wurde der Mittelstürmer im März 2013 von den Florida Panthers unter Vertrag genommen. Die Panthers setzten Megan bis zum Sommer 2015 in ihren Farmteams, den San Antonio Rampage in der American Hockey League und den Cincinnati Cyclones in der ECHL, ein. Als sein Vertrag am Ende der Saison 2014/15 ausgelaufen war, erhielt der US-Amerikaner zunächst keinen NHL-Vertrag mehr und schloss sich den Portland Pirates aus der AHL an. Seine 23 Scorerpunkte im Verlauf der Spielzeit 2015/16 brachten ihm zur folgenden Saison einen Einjahresvertrag bei den St. Louis Blues aus der NHL ein. Zunächst verbrachte er die Saison 2016/17 aber in der AHL beim Farmteam Chicago Wolves, wo er gemeinsam mit Kenny Agostino das beste Angreiferduo der Spielzeit bildete. So feierte er aufgrund seiner Leistungen im Saisonverlauf sein NHL-Debüt für die Blues und sicherte sich in der AHL am Saisonende mit 33 Toren den Willie Marshall Award. Des Weiteren wurde er ins First All-Star Team der Liga gewählt.
Nach der Saison 2017/18 erhielt Megan keinen neuen Vertrag in St. Louis, sodass er sich im Juli 2018 als Free Agent den Detroit Red Wings anschloss. Seinen Einjahresvertrag dort erfüllte er, wobei er mit elf Einsätzen für die Red Wings zu den meisten NHL-Spielen einer Saison kam. Anschließend beendete der Angreifer seine aktive Karriere, um in seiner Heimat Canton ein Nachwuchs-Eishockeyprogramm zu leiten.

## Erfolge und Auszeichnungen
- 2017 AHL First All-Star Team
- 2017 Willie Marshall Award

## Karrierestatistik
(Legende zur Spielerstatistik: Sp oder GP = absolvierte Spiele; T oder G = erzielte Tore; V oder A = erzielte Assists; Pkt oder Pts = erzielte Scorerpunkte; SM oder PIM = erhaltene Strafminuten; +/− = Plus/Minus-Bilanz; PP = erzielte Überzahltore; SH = erzielte Unterzahltore; GW = erzielte Siegtore; 1 Play-downs/Relegation; Kursiv: Statistik nicht vollständig)